# Erwachen des Glaubens im Mahayana
Das Erwachen des Glaubens im Mahayana (auch: Erwachen des Mahayana-Glaubens, rückübersetzter Name im Sanskrit: Mahāyāna śraddhotpādaśāstra; chin. pinyin Dàshéng Qǐxìn Lùn) ist ein Text des Mahayana-Buddhismus. Er wurde zwar dem Meister Ashvaghosha zugeschrieben, wird heute jedoch allgemein als Schöpfung des Buddhismus in China angesehen.

## Text

### Herkunft und Übersetzungen
Es gibt keine Sanskrit-Version des Textes. Schon die ältesten überlieferten Texte sind auf Chinesisch verfasst Daisetz Teitaro Suzuki hingegen akzeptiert den indischen Ursprung, auch wenn er einschränkt, dass Aśvaghoṣa nur sehr unwahrscheinlich der Autor ist und, dass sehr wahrscheinlich eine Zuschreibung aufgrund der hohen Wertschätzung erfolgte
Es gibt keinen Zweifel, dass das Lanka zeitlich und lehrmäßig in enger Verbindung mit dem Erwachen des Glaubens steht, welches generell dem Aśvaghoṣa zugeschrieben wird. Auch wenn er nicht der Autor dieser äußerst wichtigen Abhandlung der Mahayana-Philosophie gewesen sein mag, war es mit Sicherheit ein großartiger buddhistischer Denker, der, inspiriert durch den selben Geist, der das Lanka, das Avatamsaka, das Parinirvana, etc. durchzieht, seine Gedanken im "Erwachen" ausgoß. Einige Gelehrte neigen dazu, das "Erwachen" als chinesisches Werk anzusehen, aber dies ist nicht gut begründet.
Traditionell wird gesagt, dass Paramartha (499–569) um 553 den Text übersetzt habe. Heute gehen jedoch viele Wissenschaftler davon aus, dass Paramartha oder einer seiner Schüler tatsächlich den Text verfasst hat. King merkt auch an, dass, obwohl Paramartha sicherlich einer der produktivsten Übersetzer von Sanskrit-Texten ins Chinesische war, er möglicherweise selbst den Text des Ostasischen Yogācāra Buddha-Natur Abhandlung (chinesisch 佛性論) übersetzt hat, genauso wie das erwachen des Glaubens. Andere Experten streiten ab, dass der Text irgendetwas mit Paramartha zu tun haben könnte.
Eine spätere Übersetzung oder Neuausgabe wurde dem khotanischen Mönch Śikṣānanda (bl. 695–700) zugeschrieben.

### Titel
Der Terminus Mahayana/Dasheng verweist nicht auf die Mahayana-Schule, sondern auf das tathata ("sosein" oder "das Absolute").
Charles Muller argumentiert auch, dass die Zuordnung "Glauben im" missverständlich sei:
Durch die Übersetzung von "Dasheng qixin lun" als "Erwachen von Mahayana-Glauben", im Gegensatz zu dem "Erwachen des Glaubens im Mahayana von Hakeda, folge ich der position, die Sung Bae Park im vierten Kapitel seines Buches "Buddhistischer Glaube und Plötzliche Erleuchtung". Dort argumentiert er, dass der innere Diskurs des Texts selbst, zusammen mit einem grundlegenden Verständnis der Bedeutung von "Mahayana" in der Ostasiatischen buddhistischen Tradition nicht in der Subjekt-Objekt-Konstruktion der westlichen Theologie des "Glauben im..." funktioniert, sondern entsprechend einer einheimischen Ostasiatischen Essenz-Funktion nach dem 體用-Modell. Dementsprechend sollte "Mahayana" nicht als Nomen-Objekt verstanden werden, sondern als Modale, dass die Art des Glaubens charakterisiert.
Mit anderen Worten, die Abhandlung diskutiert nicht "Glauben im Mahayana", sondern repräsentiert den Mahayanaglauben, also "Glauben im wahren Sosein des Geistes".

### Inhalt
Geschrieben aus der Perspektive von Essenz - Funktion (chinesisch 體用, Pinyin tǐyòng) möchte der Text die zwei soteriologischen Philosophien von Buddha-Natur und Acht Bewußtseinsformen (Yogacara) in einer Vision verbinden. Insgesamt entsteht dann Ein Geist in Zwei Aspekten:
In den Formulierungen von Erwachen des Glaubens - welches die Grundlagen des Mahayna zusammenfasst - sind Selbst und Welt, Geist und Sosein integral Eines. Alles ist ein Träger der a piori Erleuchtung. Alle beginnende Erleuchtung ist davon vorherbestimmt. Das Geheimnis der Existenz ist, dann, nicht: "Wie können wir die Entfremdung Überwinden?", sondern die Herausforderung ist viel eher, "Warum denken wir zuerst, dass wir verloren sind?".

## Kommentare
Kommentare bis zur Mitte des 9. Jahrhunderts auf Chinesisch und Koreanisch stammen unter anderem von Jingying Huiyuan 淨影慧遠 (Taisho Tripitaka Vol. 44, No. 1843): 大乘起信論義疏 Dasheng qixinlun yishu; von Wonhyo 元曉 (Taisho Tripitaka Vol. 44, No. 1844): 起信論疏 Gisillon so und (Taisho Tripitaka Vol. 44, No. 1845): Daeseung gisillon byeolgi; von Fazang 法藏 (Taisho Tripitaka Vol. 44, No. 1846): 大乘起信論義記 Dasheng qixinlun yiji; und Zongmi 宗密, sowie japanischen Gelehrten.

## Bedeutung
Auch wenn der Text oft aus dem Kanon der Buddhistischen Texts getilgt wurde, hat das Erwachen des Glaubens die Lehre des Mahayana in der Folge stark beeinflusst.

### Chan (Zen)
Die Sicht von Verstand im erwachen des Glaubens hatte einen deutlichen Einfluss auf die Entwicklung des Lehre des Ostberges (chinesisch 東山法門, Pinyin Dōngshān Fǎmén).

### Korea
Vor allem aufgrund der Kommentarie von Wonhyo, entwickelte das Erwachen des Glaubens einen ungewöhnlich starken Einfluss in Korea, wo es zum wahrscheinlich meistzitierten Text in der Tradition wurde. Es bereitete auch größtenteils den Boden für Originale Erleuchtung (hongaku) -Ideen, wie sie im Sutra der Perfekten Erleuchtung zu finden ist.

## Übersetzungen

### The Awakening of Faith
- Yoshito S. Hakeda: Awakening of Faith—Attributed to Aśvaghoṣa. New York, NY, Columbia University Press 1967. ISBN 0-231-08336-X
- Timothy Richard: The Awakening of Faith in the Mahāyāna. Doctrine—the New Buddhism. Shanghai, Christian Literature Society 1907.  oclc=464637047. - Eine christlich beeinflusste Übersetzung von einem baptistischen Missionar. s. Franceska Tarocco: Lost in Translation? The Treatise on the Mahāyāna Awakening of Faith (Dasheng qixin lun) and its modern readings. In: Bulletin of the School of Oriental and African Studies 71 (2), 335, 2008.
- Daisetz Teitaro Suzuki: Aśvaghoṣa's Discourse on the Awakening of Faith in the Mahayana. Chicago, Ill., Open Court Publishing Company 1900  oclc=4975000 (Śikṣānanda’s version)

### Kommentare
- Dirck Vorenkamp: An English Translation of Fa-Tsang’s Commentary on the Awakening of Faith. Lewiston, NY, The Edwin Mellen Press 2004. ISBN 0-7734-6373-9

### Lexika
- Entry in the Dictionary of East Asian Buddhist Terms
- Entry in Soothill and Hodous Dictionary of Chinese Buddhist Terms
- Digital Dictionary of Buddhism (log in with userID "guest")

### Übersetzungen
- Chinesischer Text von Awakening of Faith (大乘起信論) der Chinese Buddhist Electronic Text Association